# Макалу

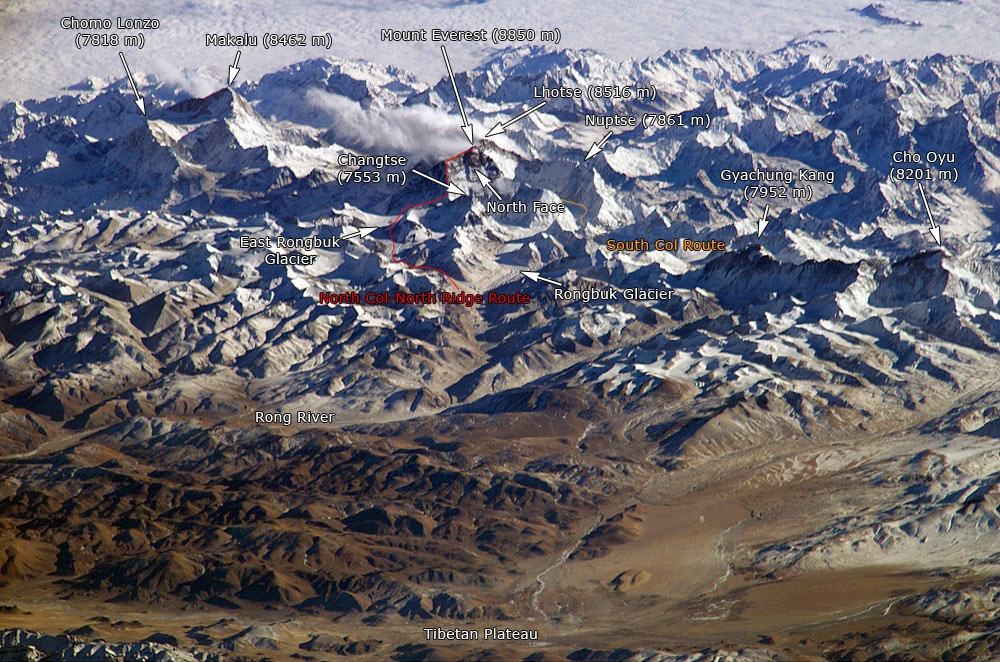
Высочайшие вершины в районе Эвереста

Мака́лу (кит. 马卡鲁山, пиньинь Mǎkǎlǔ Shān — «Чёрный великан»; непальск. मकालु हिमाल) (8485 м) — пятый по высоте восьмитысячник мира. Расположен в восточной части хребта Махалангур-Гимал, в центральных Гималаях, на границе Непала с Китаем (Тибетский автономный район), в 22 км к юго-востоку от Эвереста. Макалу является одним из самых трудных восьмитысячников для восхождения, успеха добиваются менее 30 % экспедиций.

## География

Макалу в 3D

Массив состоит из 2 вершин, высота которых превышает 8 км: Макалу Главная высотой 8481 м. и Макалу Юго-восточная высотой 8010 м.
От Эвереста и Лхоцзе также хорошо видна северо-западная вершина Кангчунгзе (7678 м), она же Макалу II. В 5 километрах от Макалу лежит Чомолонзо.
Из восьмитысячников с вершин Макалу просматриваются Эверест, Лхоцзе и находящаяся вдалеке Канченджанга.

## История
Несмотря на то, что гора Макалу была хорошо известна европейцам уже начиная со второй половины XIX века, первые попытки восхождения относятся только лишь к середине 1950-х годов. Во многом этот факт объясняется тем, что подавляющее большинство экспедиций, посещавших горный район Махалангур Гимал, в котором расположены восьмитысячники Джомолунгма, Лхоцзе и Макалу, имели своей целью покорение высочайшей вершины мира, тогда как её менее именитые соседи долгое время находились «в тени» и до определённого времени не привлекали к себе широкого внимания мировой альпинистской общественности.

## Хронология восхождений
К 2015 году на вершину Макалу было проложено 17 различных маршрутов
- 1954 — Весной американская экспедиция Калифорнийского альпинистского клуба делает первую попытку восхождения на вершину по Юго-восточному гребню. Достигнута высота 7060 м. Осенью того же года район Макалу посещает группа французских альпинистов, цель которых — разведка северных склонов горы для организации серьёзной экспедиции в следующем году. Достигнута высота 7880 м на Северном гребне.
- 1955 — Весной сильная французская экспедиция под руководством Жана Франко добивается успеха, взойдя на вершину по северному маршруту, разведанному осенью предыдущего года. 15—17 мая тремя группами на вершину поднимаются в общей сложности 9 человек — все участники экспедиции и сирдар (руководитель группы шерпов).
- 1970 — Японская экспедиция совершает второе восхождение на Макалу, поднявшись по Юго-восточному гребню через Юго-восточную вершину (по маршруту американской экспедиции 1954 года).
- 1971 — Французская экспедиция под руководством Р. Параго поднимается на вершину по технически очень сложному маршруту — Западному ребру. Восхождение проходило в крайне неблагоприятных погодных условиях.
- 1975 — Югославская экспедиция осенью прокладывает новый маршрут к вершине, поднявшись по никем до этого не пройденной Южной стене. Один из альпинистов экспедиции: Марьян Манфреда (Marjan Manfreda) впервые поднялся на вершину без использования кислородных баллонов.
- 1976 — Чехословацкая экспедиция совершает восхождение по Юго-западному ребру через Юго-восточную вершину.
- 1986 — Райнхольд Месснер достигает вершины Макалу.
- 1994 — на вершине дважды побывал Анатолий Букреев, нанявшийся гидом в коммерческую экспедицию Тора Кизера. В первый раз он поднялся наверх 29 апреля в обычном гималайском стиле вместе с клиентом Бернардо Гуарачи (Боливия), как предполагалось, первым латиноамериканцем на вершине Макалу — однако, спустившись в базовый лагерь, они поняли, что не дошли до вершины, перепутав её с соседним выступом. После, собственно, завершения экспедиции, Букреев решил подняться наверх на скорость, в альпийском стиле. Выйдя вместе с Нилом Бейдлманом[англ.] из базового лагеря вечером 13 мая, на следующий день он первым дошёл до лагеря III, где обнаружил, что палатка повалена ветром, вследствие чего отказался от попытки установить рекорд скорости восхождения. Переночевав, 15 мая, совпавшего с годовщиной первого покорения, Букреев и Бейдлман взошли на Макалу. Анатолий стал первым представителем Казахстана и первым русским на этой вершине.
- 1997 — Российская экспедиция впервые достигает вершины по Западной стене. Это технически самый сложный из всех маршрутов, проложенных в настоящее время к вершине Макалу. Участники: капитан команды — Салават Хабибуллин (погиб около вершины), Игорь Бугачевский (погиб на спуске), Алексей Болотов, Николай Жилин, Юрий Ермачек, Дмитрий Павленко, руководитель экспедиции — Сергей Ефимов, тренер — Александр Михайлов. Восхождение признано лучшим альпинистским восхождением года и отмечено международной наградой «Золотой ледоруб».
- 2001 — Юго-восточное ребро, первопроходец украинец Владислав Терзыул[6][7]; в 2004 году погиб при спуске с Макалу[8].
- / 2009 — 9 февраля связка Симоне Моро и Денис Урубко впервые покоряет Макалу зимой.
- 2010 — 24 мая трое альпинистов членов альпинистского клуба города Сумы Сергей Бублик, Владимир Рошко и Дмитрий Венславовский в составе национальной экспедиции «Украина-Макалу 2010» взошли на Макалу. Их путь к вершине занял почти 2 месяца, в Непал экспедиция прибыла 28 марта 2010 года. Подъём сумчан на Макалу является первопрохождением, так как по Юго-западному ребру на эту гору до них ещё никто никогда не поднимался[9].
- 2014 — 25 мая, 16-летний американец Мэтт Мониц[англ.] стал самым молодым в мире альпинистом, взошедшим на вершину Макалу[10]